# Palauanski jezik
Palaunski jezik (Belauski; ISO 639-3: pau), jezik Palauka, naroda s otočne države Palau. Po jednoj klasifikaciji čine samostanu skupinu unutar malajsko-polinezijske porodice. Manji dio živi na otoku Guam. 
Ima 16 fonema, 6 samoglasnika i 10 suglasnika. Poplacija na Palau iznosi 14 825 (2000 WCD).

## Vanjske poveznice
- Ethnologue (14th)
- Ethnologue (15th)